# Гончаровка (Харьков)

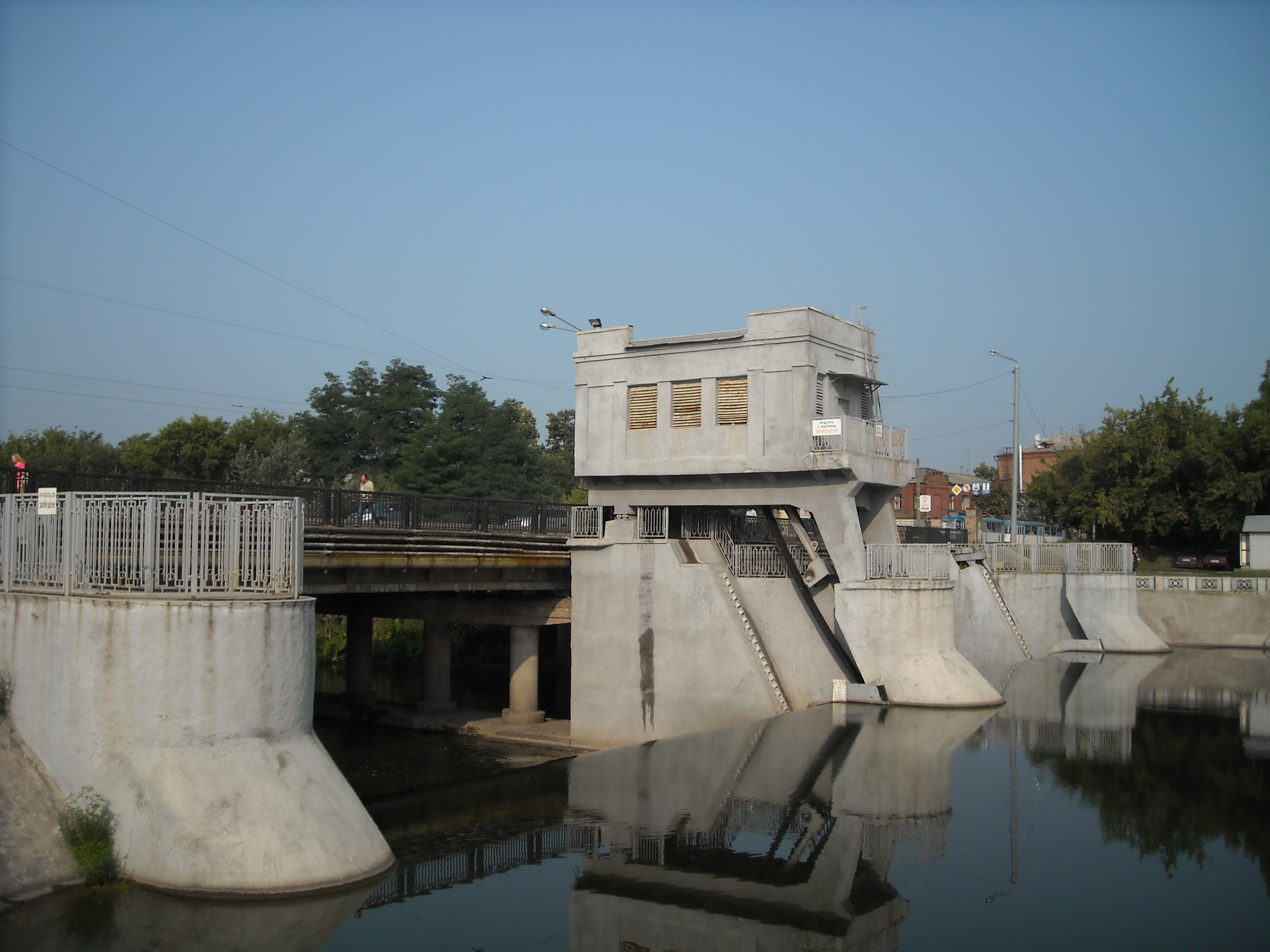
Гончаровская плотина

Гончаро́вка, в XVIII — нач. XIX века Гончаровская слобода — исторический район города Харькова в Залопани, большой излучине реки Лопань.
В прошлом подгородняя слобода, расположенная к западу от Нагорного района Харькова на правом берегу реки Лопань; в дальнейшем, около 1810 года, соединившаяся с городом. Благодаря писателю Григорию Квитке-Основьяненко и его пьесе «Сватовство на Гончаровке» (1835) Гончаровская слобода стала известной.

### Географическое положение
Гончаровка находится в центральной части города, к западу от исторического центра. Границы Гончаровки можно определить по улице Маршала Конева (восток), по улице Полтавский шлях (север), по улице Семинарской (запад) и рекой Лопань и Карповскому саду на юге. Административно Гончаровка располагается в Новобаварском районе.

### История и название
В последней четверти XVII века вокруг Харьковской крепости возникают пригородные слободы, где селились преимущественно ремесленники. Это такие слободы, как Залопанская (исторический район города Залопань, на правом берегу реки Лопань), Ивановка (район Лысой горы) и Панасовка. В конце XVIII века Залопань уже является частью города, её западная граница была защищена городской крепостной стеной.
На карте города 1787 года к западу, за пределами городской стены, между Екатеринославской улицей (современная улица Полтавский Шлях) и рекой Лопань, указанная пригородная слобода Афанасьевка, у которой были расположены кирпичные заводы. К западу от слободы проходил земляной вал, который на севере подходил к Лопани. Севернее Афанасьевки, по другую сторону от Екатеринославской улицы, располагалась загородная слобода Довгалёвка.
На карте 1804 года названия слобод уже изменены: на севере расположена Афанасьевка, а на юге Довгалёвка. Такое же размещение остается и на более поздних картах, что указывает на ошибку картографов 1787 года.
В Довгалёвке селились ремесленники, занимавшиеся керамикой (гончарством), и через некоторое время слобода получила название Гончаровской.
В XVIII веке на Гончаровском лугу, отделявшем город от слободы (в наше время место, где проходит улица Маршала Конева), ежегодно проходили народные гуляния. Быт и жизнь жителей этого района ярко описаны в известном произведении Григория Фёдоровича Квитки-Основьяненко «Сватання на Гончарiвцi».
На начало XIX века Гончаровка значительно увеличилась. Как свидетельствует план города 1817 года, слобода в начале XIX века слилась с Рождественской (современная Конторская) улицей. В то время на месте бывшего Гончаровского луга, который отделял слободу от города, образовалась Средне-Гончаровская улица, во второй половине XIX века переименованная в Гончаровский бульвар. В конце XIX века здесь была открыта большая типолитография (позже типография № 2). В 1973 году Гончаровский бульвар переименовали в улицу Конева.
В 1937 году, к 20-й годовщине Октябрьской революции, на реке Лопань напротив Гончаровского бульвара была построена Гончаровская плотина для подпора воды на харьковских реках Лопани и Харькове. За счёт этой плотины с 1996 по 2005 год осуществлялось судоходство в районе Лопанской стрелки.

### Топонимы
Принадлежность к району указывают названия улиц Большая Гончаровская и Малая Гончаровская, Гончаровский переулок. Также плотина на реке Лопань носит звание Гончаровской. Также прежнее название улицы Маршала Конева — Гончаровский бульвар.

### Инфраструктура

#### Образование и наука
- Детская школа искусств № 4 им. Н. Д. Леонтовича (ул. Конева, 17)

#### Промышленность
- Харьковводоканал (КП Вода) (ул. Конторская, 90)
- Харьковский городской молочный завод № 1 (ул. Большая Гончаровская, 17)
- Завод «Красный Октябрь» (ул. Конторская, 75/77)

#### Больницы и аптеки
- Аптека № 24 (ул. Полтавский шлях, 53)

#### Банки
- ПриватБанк (ул. Полтавский Шлях, 47)

#### Гостиницы
- Mini Hotel Ryleev (пер. Рылеева)
- «Пятница» (пер. Рылеева)

#### Торговля
- Интернет-магазин «Дешевле нет» (Симферопольский пер., 6)
- Интернет-магазин «Siemens» (Полтавский шлях, 77)
- Салон керамической плитки (Полтавский шлях, 77)
- Магазин товаров для гостинично-ресторанного бизнеса «Контакт» (ул. Малая Гончаровская, 29)
- Магазин мебели «РЕНК» (Симферопольский пер., 6)

#### Культура и досуг
- Карповский сад
- Музей воды (ул. Конторская, 90)

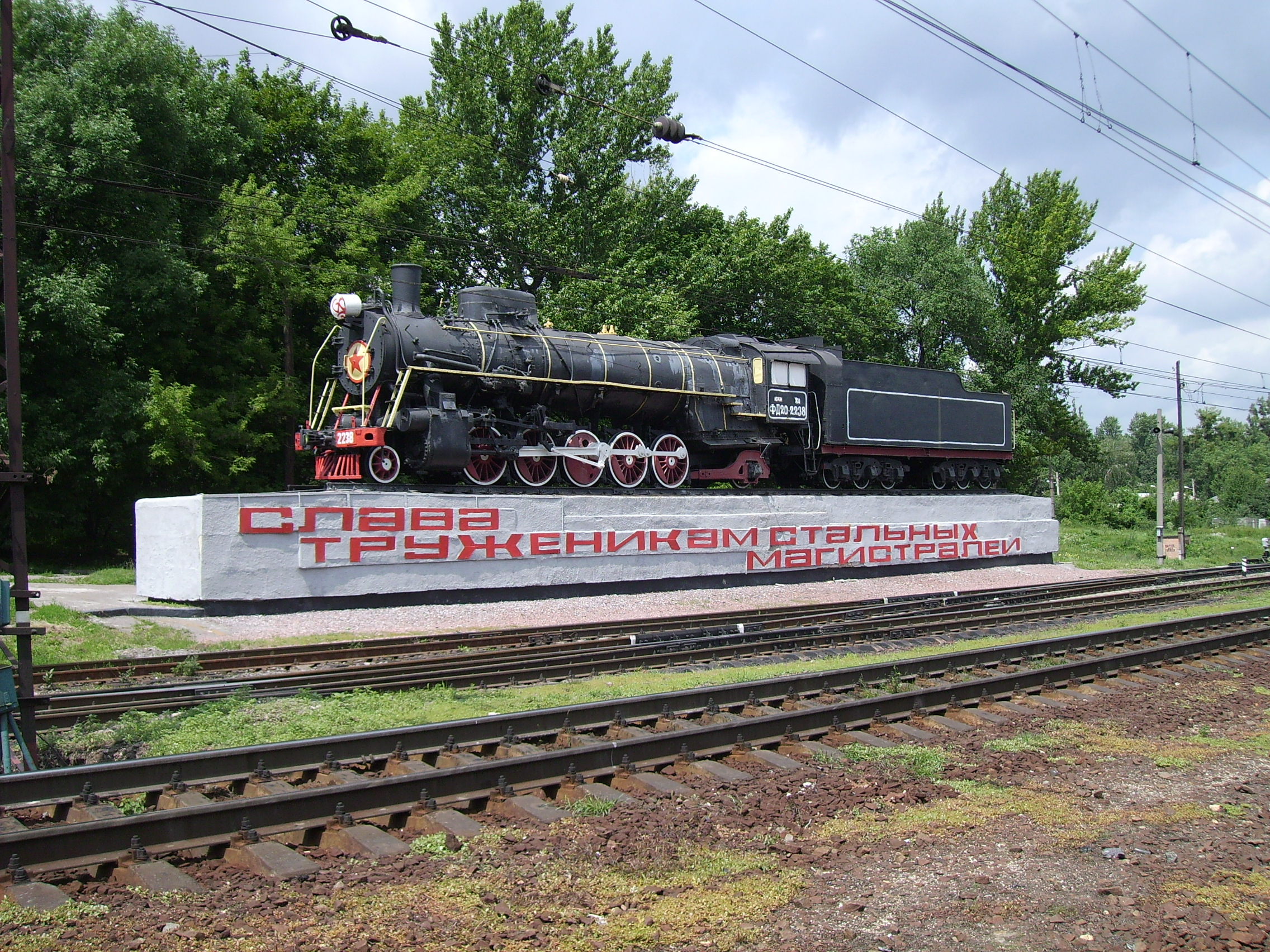
ФД20-2238

- Паровоз ФД20-2238 у Карповского сада
- Пиццерия Maranello (Полтавский Шлях, 51)
- Старый цирк (Харьков) (площадь Национальной гвардии, 17)

#### Мосты района
- Гончаровская плотина с мостом — с Гончаровки на Москалёвку (1937, восстановлена в 1963; с трамвайными путями)
- Большой Гончаровский мост — с Южного вокзала на Карповку, железнодорожный над Большой Гончаровской улицей, 7 ж.д. путей
- Усовский мост (путепровод) — с Гончаровки на Карповку, пешеходный, над ЮЖД
- Холодногорский виадук — с Гончаровки на Холодную Гору (имени красноармейца Магомета Караева; с трамвайными путями)

## Виды Гончаровки

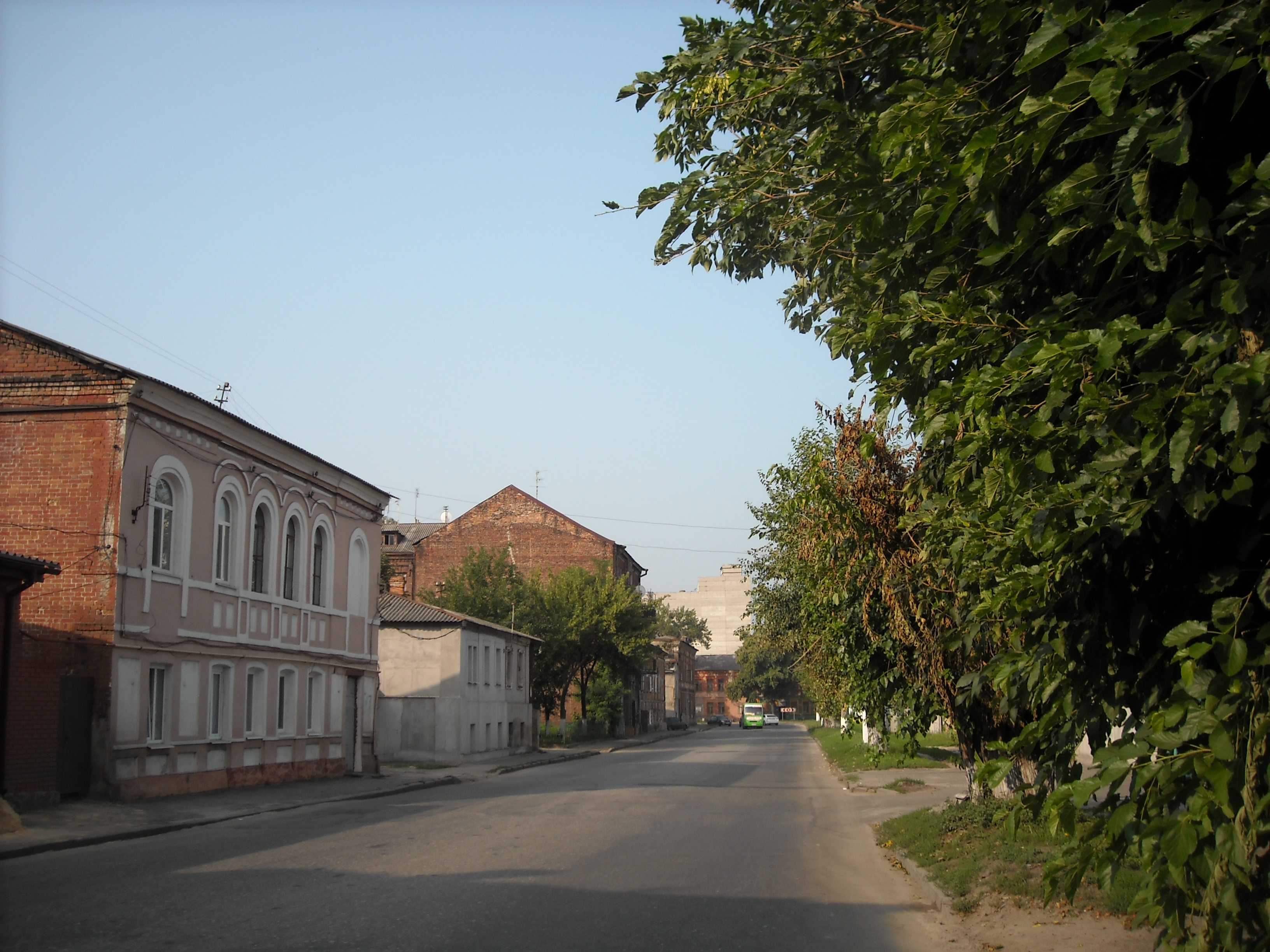
Б. Гончаровская улица
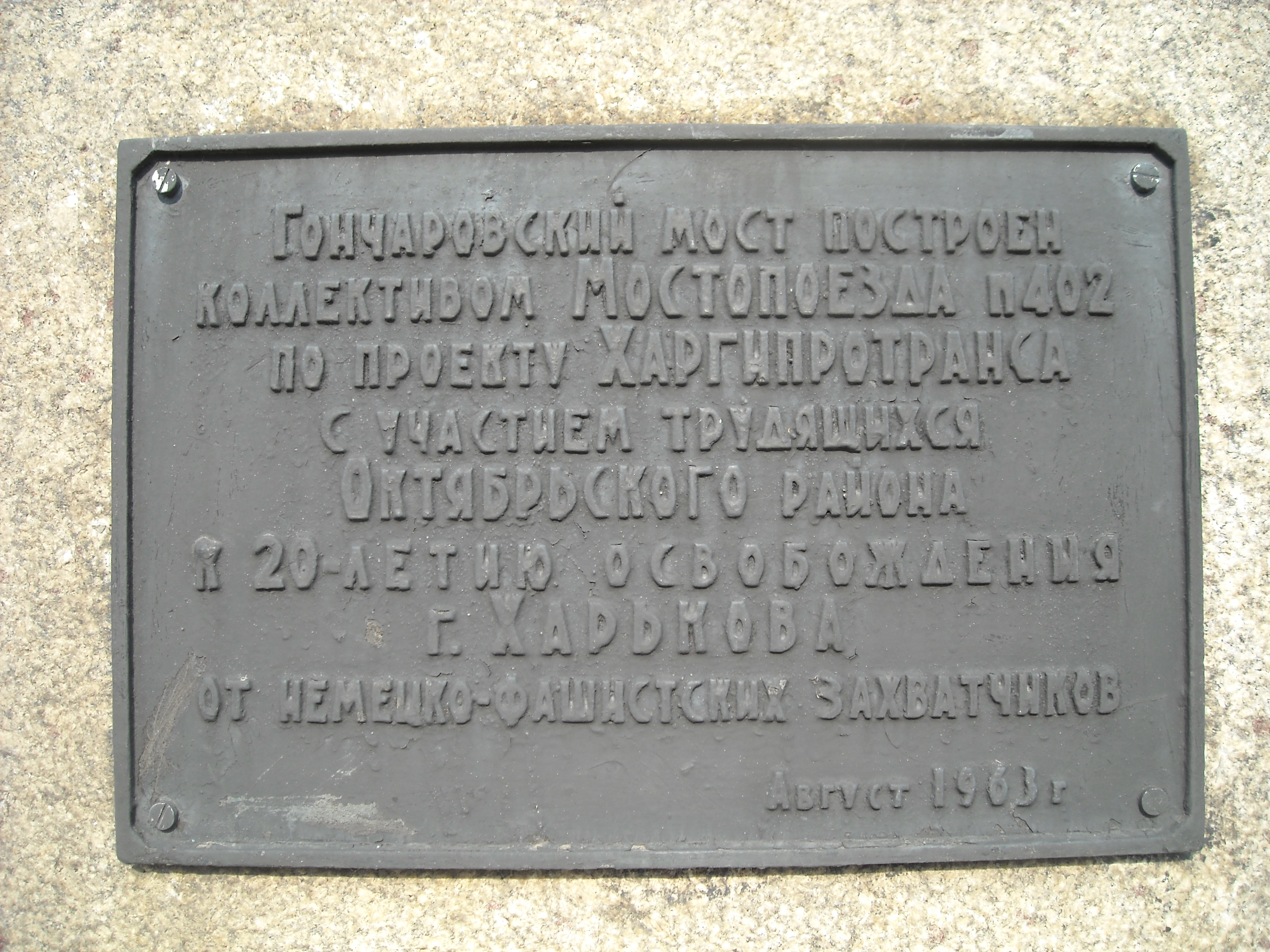
Табличка на Гончаровской плотине
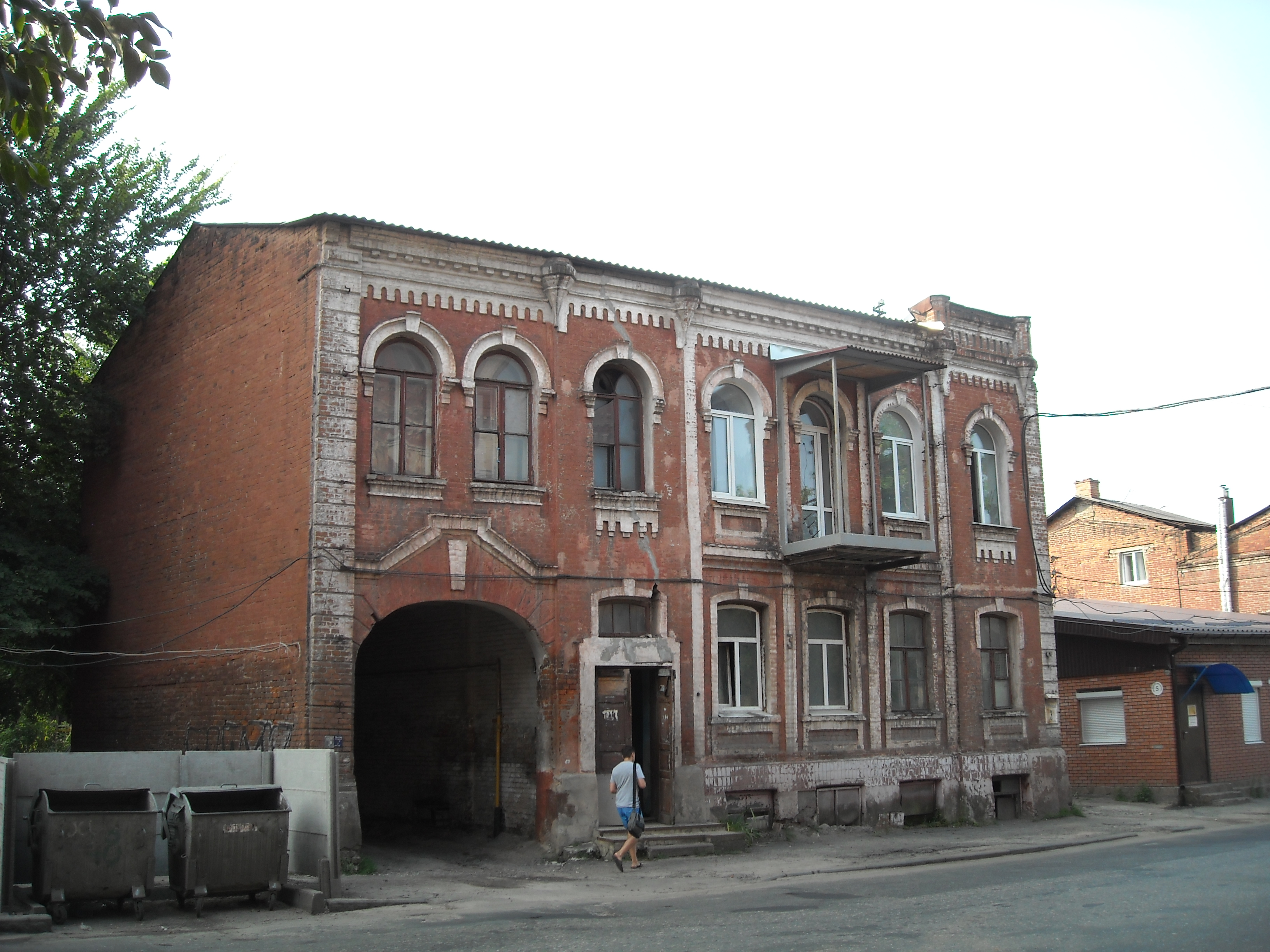
Дом №3 на Б. Гончаровской
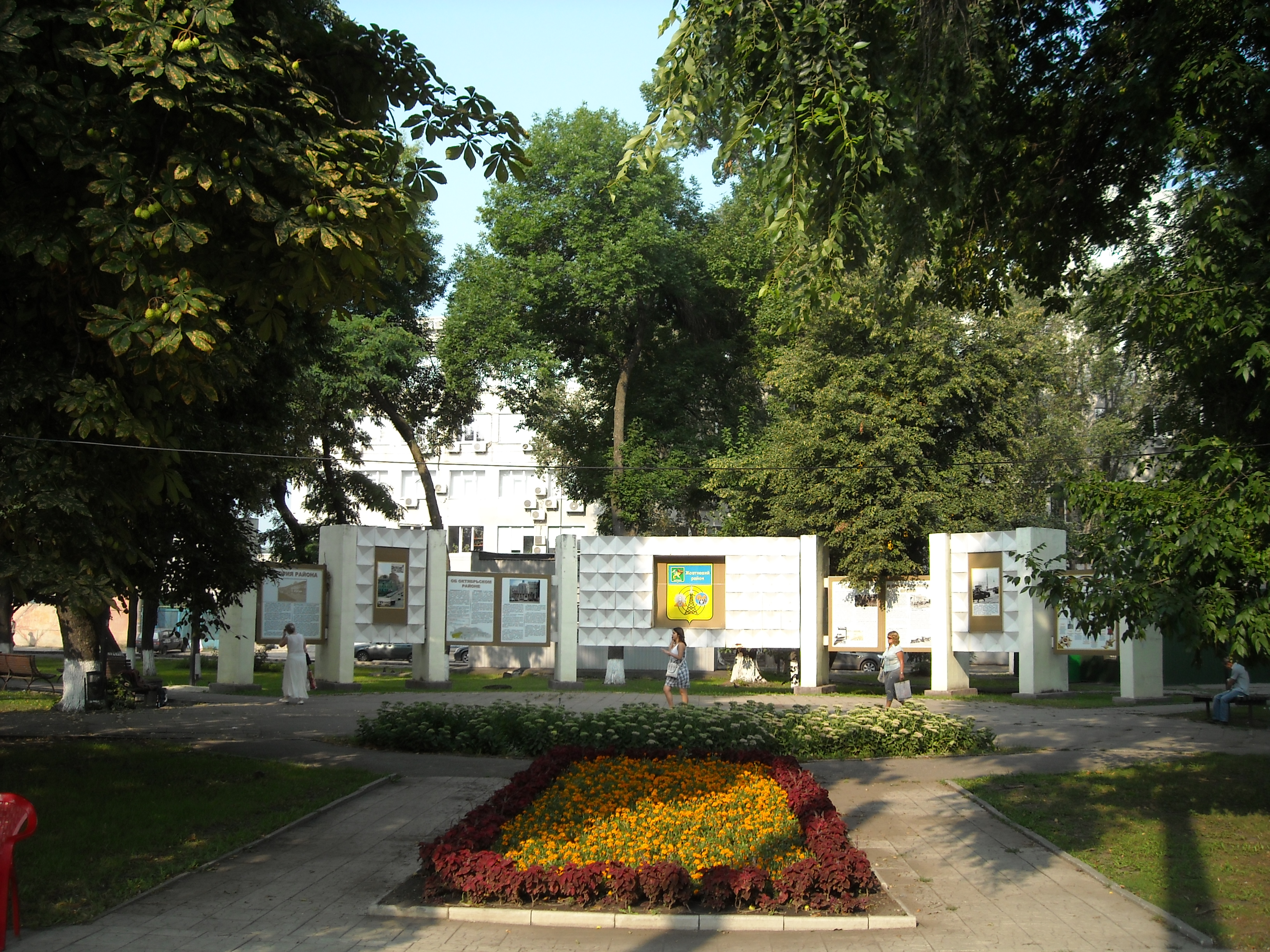
Сквер между М. Гончаровской и Симферопольским пер.
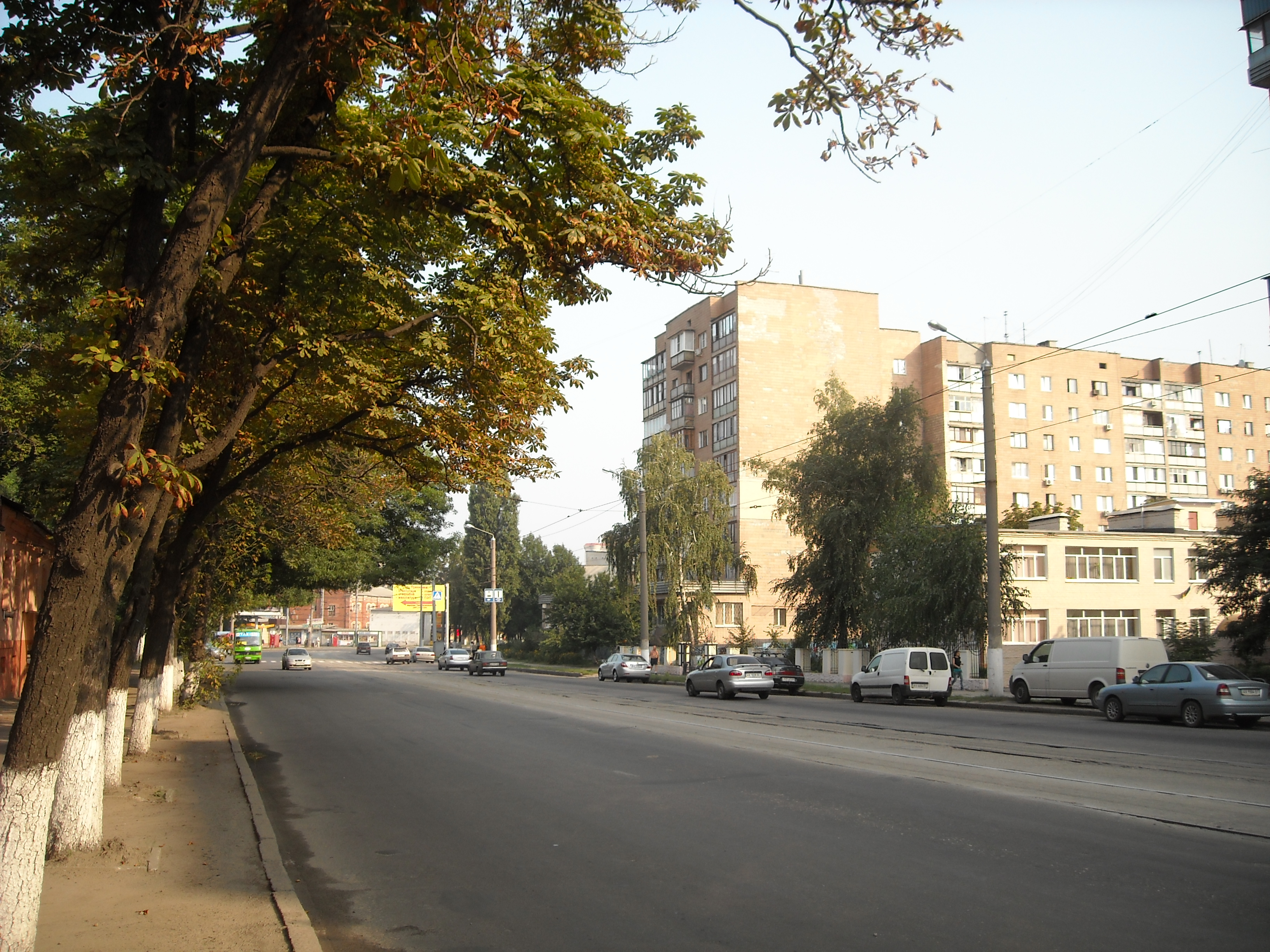
Улица Маршала Конева. Восточная граница Гончаровки (леворуч), б. Гончаровський бульвар
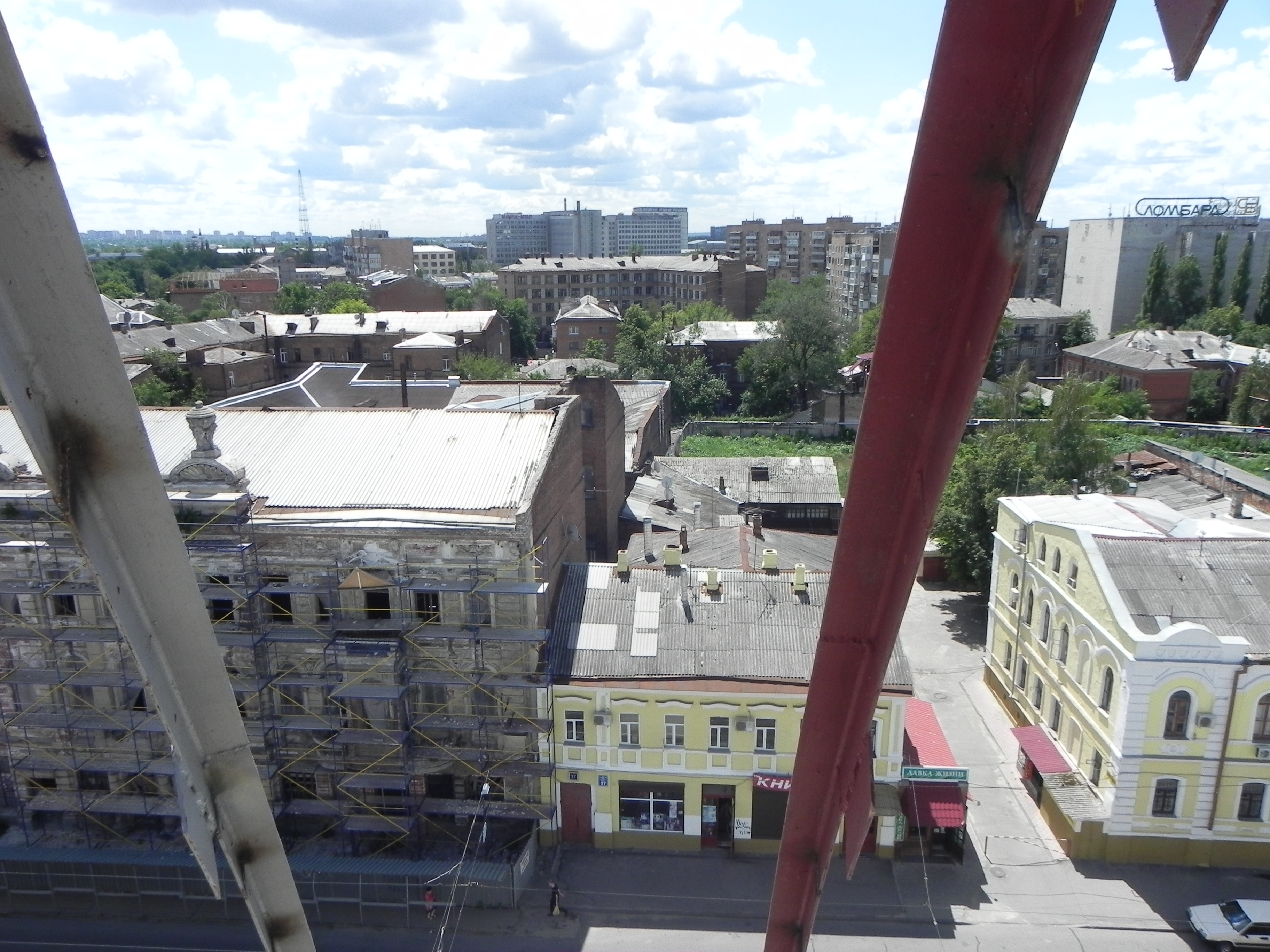
Вид на Гончаровку с купола Дмитриевського храма (2012)
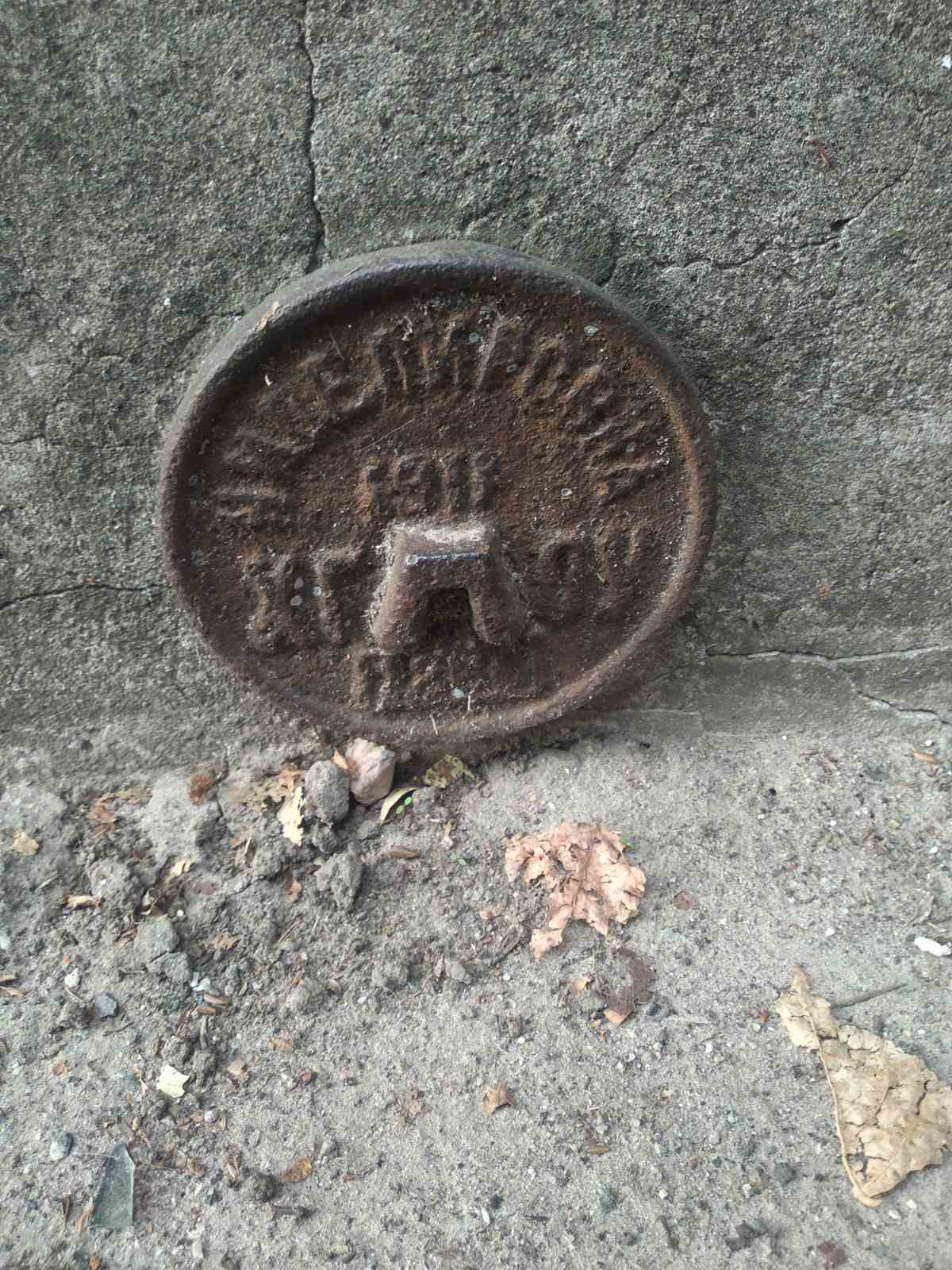
М. Гончаровская улица